# Takuto Hashimoto
Takuto Hashimoto (橋本 拓門 Hashimoto Takuto?, nacido el 11 de abril de 1991 en Chiba) es un futbolista japonés que se desempeña como centrocampista.

## Trayectoria

### Clubes
| Club                | País  | Año    |
| ------------------- | ----- | ------ |
| Fukushima United FC | Japón | 2014 - |

## Estadística de carrera

### J. League
| Club                | Año   | J. League | J. League | Copa J. League | Copa J. League | Total | Total |
| Club                | Año   | Part.     | Goles     | Part.          | Goles          | Part. | Goles |
| ------------------- | ----- | --------- | --------- | -------------- | -------------- | ----- | ----- |
| Fukushima United FC | 2014  | 31        | 2         | -              | -              | 31    | 2     |
| Fukushima United FC | 2015  | 35        | 1         | -              | -              | 35    | 1     |
| Fukushima United FC | 2016  | 21        | 0         | -              | -              | 21    | 0     |
| Fukushima United FC | 2017  | 32        | 1         | -              | -              | 32    | 1     |
| Total               | Total | 119       | 4         | 0              | 0              | 119   | 4     |